# Очи моје поносите
Очи моје поносите је назив трећег албума Мире Шкорић, издатог 1991. године за Дискос. Највећи хит на албуму је песма "Зашто носиш прстен мој" - музика Александар Радуловић, текст Марина Туцаковић, аранжман Злаја Тимотић. Осим ње, популарне су и песме: Који је данас дан, Очи моје поносите, Кајеш ли се још... На овом албуму по први пут сарађује са Марином Туцаковић и Александром Радуловићем који су аутори већине песама.

## Песме на албуму
| Песма                  | Музика                             | Текст              | Аранжман             |
| ---------------------- | ---------------------------------- | ------------------ | -------------------- |
| Зашто носиш прстен мој | Александар Радуловић               | Марина Туцаковић   | Злаја Тимотић        |
| Из два ока             | Александар Радуловић               | Марина Туцаковић   | Александар Радуловић |
| Не дам га, не дам      | Александар Радуловић               | Марина Туцаковић   | Злаја Тимотић        |
| Огрлица љубави и среће | Љубиша Ковачевић                   | Љубиша Ковачевић   | Злаја Тимотић        |
| Очи моје поносите      | Александар Радуловић               | Марина Туцаковић   | Александар Радуловић |
| Не иди из срца         | Александар Радуловић               | Марина Туцаковић   | Злаја Тимотић        |
| Који је данас дан      | Александар Радуловић               | Марина Туцаковић   | Александар Радуловић |
| Кајеш ли се још        | Радован Јовићевић, Зоран Живановић | Марина Туцаковић   | Александар Радуловић |
| Хајте са мном          | Драган Антонијевић                 | Драган Антонијевић | Злаја Тимотић        |
| Све то беше у пролеће  | Беки Бекић                         | Беки Бекић         | Александар Радуловић |